# تلسکوپ فضایی هابل
تلسکوپ فضایی هابل (به انگلیسی: Hubble Space Telescope) با کوته‌نوشت HST تلسکوپی است که در سال ۱۹۹۰ توسط شاتل دیسکاوری در مدار گردش قرار گرفت. نام این تلسکوپ از نام کیهان‌شناسی به نام ادوین هابل گرفته شد. اگرچه هابل نخستین تلسکوپ فضایی نبود ولی یکی از بزرگترین و پرکاربردترین‌ها به‌شمار می‌آید. HST یک برنامه مشترک بین ناسا و سازمان فضایی اروپا است.
برخی معتقدند که هابل مهم‌ترین ابزار ساخته شده در کل تاریخ علم است. داده‌های این تلسکوپ در سال ۲۰۱۹ به نگارش تقریباً هزار مقاله علمی منجر شد و همچنان در خط مقدم اکتشاف است. اخترشناسان پیش از پرتاب آن در سال ۱۹۹۰ عمر دقیق کیهان (۱۰ میلیارد یا ۲۰ میلیارد سال) را نمی‌دانستند. بررسی ستاره‌های تپنده توسط هابل این محدوده را کوچک کرد و حالا به دقت می‌دانیم که جهان ۱۳٫۸ میلیارد سال پیشینه دارد. این رصدخانه نقشی محوری در آشکار کردن انبساط شتاب گیرنده کیهان بازی کرد. کشفی که برای پژوهشگران جایزه نوبل به ارمغان آورد و شواهد قطعی از وجود سیاهچاله‌های بزرگ در مرکز کهکشان را فاش کرد.
در ۲ دسامبر ۱۹۹۳، شاتل فضایی Endeavour خدمه ای هفت نفره را برای تعمیر هابل (به دلیل نصب نادرست آینه اصلی تلسکوپ) در طول پنج روز پیاده روی فضایی به پرواز درآورد. دو دوربین جدید، از جمله دوربین سیاره‌ای میدان گسترده 2 (WFPC-2) که بعداً بسیاری از مشهورترین عکس‌های هابل را گرفت، در حین تعمیر نصب شدند. در دسامبر ۱۹۹۳، اولین تصاویر جدید از هابل به زمین رسید. غیرممکن بودن تعویض و تعمیر آینه اصلی که تصاویر را ناواضح ارسال می‌کرد باعث شد دانشمندان و فضانوردان اقدام به تعویض دوربین‌ها کنند.
هابل تنها تلسکوپی است که از ابتدا به گونه‌ای طراحی شده که بتواند در فضا توسط فضانوردان برای مأموریت‌های نگهداری و تداوم کار مورد بازدید و تعمیر قرار گیرد. پنج مأموریت شاتل فضایی سیستم‌های تلسکوپ را تعمیر، به روز رسانی و جایگزین کرده‌اند که هر پنج تعمیر ابزار اصلی را شامل بوده‌است. مأموریت پنجم در ابتدا به دلیل ایمنی (به‌دنبال پیش آمدن فاجعه کلمبیا (۲۰۰۳)، لغو شد، ولی با تأیید و موافقت مدیر ناسا مایکل دی گریفین، با انجام پنجمین مأموریت تعمیراتی، این کار در سال ۲۰۰۹ با موفقیت اجرا و به پایان رسید. این تلسکوپ در ماه آوریل سال ۲۰۲۰ وارد سی‌امین سال عملیاتی بودن خود شد و انتظار می‌رود تا ۲۰۳۰–۲۰۴۰ به انجام ماموریت‌های خود ادامه دهد. جانشین تلسکوپ هابل، تلسکوپ فضایی نانسی گریس رومن است که تا سال ۲۰۲۷ در مدار قرار خواهد گرفت. در ۲۰ مه ۲۰۲۰، مدیر ناسا، جیم برایدنستاین، اعلام کرد که «تلسکوپ نقشه‌برداری میدان باز فروسرخ»، به پاس کمک‌های پایدارش به نجوم، تلسکوپ فضایی نانسی گریس رومن نامیده» می‌شود.
تلسکوپ فضایی جیمز وب (JWST) نیز که در روز شنبه ۲۵ دسامبر ۲۰۲۱ به فضا پرتاب شده به انجام برنامه‌های بسیار گسترده‌تر پژوهشی خود ادامه می‌دهد.
از ژوئن ۲۰۲۱، تلسکوپ هابل به دلیل مشکلاتی در تجهیزات موجود در آن، برای مدت کوتاهی اطلاعات علمی را جمع‌آوری نمی‌کرد. ناسا در روزهای بعد اعلام کرد که موفق به حل مسئله شده‌است.

## پیشینه و تعمیرات

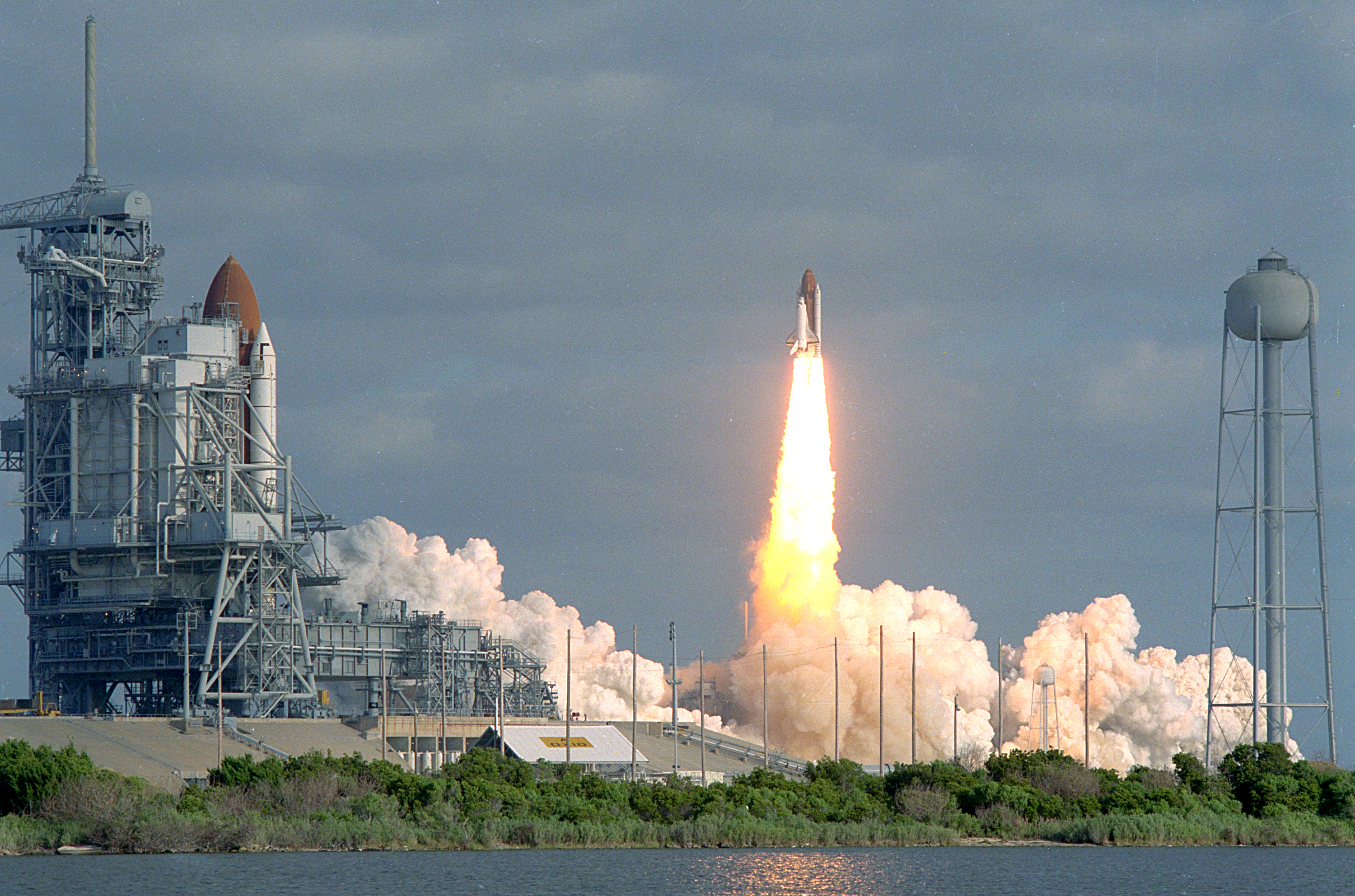
پرتاب هابل به فضا

نخستین طرح تلسکوپ فضایی در سال ۱۹۲۳ تدوین شد. در دهه ۱۹۷۰ (میلادی) روی هابل سرمایه‌گذاری شد و قرار شد در سال ۱۹۸۳ در مدار قرار گیرد. اما پروژه با تأخیر فنی و مشکل بودجه چند سال عقب افتاد. وقتی در سال ۱۹۹۰ مأموریت آن آغاز شد دانشمندان دریافتند که آینه اصلی آن در جای مناسب خود قرار نگرفته و به شدت کارایی آن را کاهش داده‌است. با این همه پس از تعمیر در سال ۱۹۹۳ به کیفیت مورد نظر دانشمندان رسید و کار خود را آغاز کرد. هابل نخستین تلسکوپی است که می‌توان آن را در فضای بیرونی تعمیر کرد و تاکنون نزدیک به ۵ بار روی آن تعمیرات صورت گرفته‌است.
در مأموریت تعمیراتی سال ۲۰۰۲ میلادی با تعویض بخش‌هایی از تلسکوپ فضایی، کارایی آن به میزان زیادی افزایش یافت. در این مأموریت پنل‌های خورشیدی تلسکوپ فضایی که آسیب دیده بودند تعویض شدند. منبع تغذیهٔ نیروی الکتریکی که انرژی تلسکوپ را فراهم می‌کرد به کلی تعویض شد و برای این کار برق تلسکوپ فضایی برای نخستین بار در فضا و ارتباط آن با مرکز کنترل و فرماندهی روی زمین قطع شد. همچنین در این مأموریت، دوربین فروسرخ NICMOS که به دلیل مشکل سامانه خنک‌کننده بلااستفاده مانده بود تعمیر و راه‌اندازی شد. علاوه بر همهٔ این اصلاحات مهندسان ناسا دوربین بسیار قوی تازه خود به نام دوربین پیشرفته نقشه‌برداری را روی تلسکوپ فضایی نصب کردند. عکس‌های خارق العادهٔ این دوربین، تا مدت‌ها مورد بحث مجامع علمی جهان بود. تلسکوپ فضایی هابل هم مانند بسیاری از مأموریت‌های فضایی دیگر بیشتر از آنچه که پیش‌بینی می‌شد موفق عمل کرده‌است. در مورد زمان پایان کار هابل و چگونگی پایان کارش حرفها متفاوت است. اما چیزی که آشکار است این است که تا تلسکوپ فضایی بعدی آمادهٔ رفتن به فضا نباشد این اتفاق نمی‌افتد. چرخش‌نماهای هابل، جابجایی و نشانه‌گیری آن را کنترل می‌کردند تا بتواند در ثبات کامل، از نقاط مختلف کیهان عکس بگیرد. اما این وسایل گهگاهی از کار می‌افتند. در ۱۶ مه ۲۰۰۹ تلسکوپ فضایی هابل تعمیر اساسی شد. در این تعمیر، چرخش‌نما نیز به‌طور کامل، عوض شدند. این نخستین تعمیر یک شی فضایی است که شامل تعویض برخی باتری‌های آن و همچنین دوربین اصلی آن است. پس از این تعمیر، این تلسکوپ ۸ سال دیگر نیز کار کرد.

## کیفیت تصاویر
گرفتن عکس‌های رنگی با تلسکوپ فضایی هابل بسیار پیچیده‌تر از گرفتن این عکس‌ها با دوربین معمولی است. در نخستین تفاوت آن است که هابل هرگز از فیلم رنگی استفاده نمی‌کند، بلکه با استفاده از آشکارسازهای الکترونیکی خود نور را از فضا گردآوری و ثبت می‌کند. این آشکارسازها عکس‌های کیهانی را به صورت رنگی تولید نمی‌کنند و عکس‌ها در مرحله نخست سیاه و سفید هستند. عکس‌های نهایی از ترکیب چند عکس سیاه و سفید که رنگ آنها در زمان پردازش به آنها اضافه شده‌است به وجود می‌آیند. رنگ‌ها در عکس‌های هابل، که به دلایل گوناگون به وجود می‌آیند همواره همان چیزی نیستند که ما از نزدیک می‌دیدیم (اگر می‌توانستیم آن اجرام را در سفینه فضایی و از نزدیک ببینیم) ما بعضی مواقع از رنگ به عنوان یک ابزار استفاده می‌کنیم به این دلیل که یا باعث بهتر دیدن جزئیات می‌شوند یا تصور و دیدن آنها رنگ‌ها از عهده چشم انسان خارج است. پنج ابزار دقیق تلسکوپ هابل – دوربین‌ها، طیف‌نگارها، و حسگرهای رهنمایی بسیار دقیق، به‌طور هماهنگ یا مجزا از هم کار می‌کنند تا عکس‌های عالی را از دورترین نقاط هستی بسازند. هر کدام از ابزارها برای دیدن جهان از راهی ویژه در نظر گرفته شده‌اند.
تلسکوپ فضایی هابل در ابتدا به دلیل تصاویر ارسالی مبهم، مضحکه خاص و عام شد و در فرهنگ عامه برای آن لطیفه ساختند.

## تجهیزات هابل
شماری از ابزارهای مهم هابل در حال و گذشته، و کار آنها را به‌طور مختصر:
- دوربین پیشرفته نقشه‌برداری: که در مارس ۲۰۰۲ میلادی نصب شد نشانگر نسل سوم ابزارهای دقیق است که روی هابل نصب شده‌است. این دوربین در کنار دیگر وظایف به دیدن و بررسی آب‌وهوا در روی دیگر سیارات منظومه شمسی، دیدن و نقشه‌برداری از کیهان و همچنین مطالعه گونه و چگونگی توزیع ستارگان می‌پردازد.
- دوربین میدان باز و سیاره‌ای هابل: پرکاربردترین ابزار در تهیه سرشناس‌ترین عکس‌های هابل است. این دوربین، مانند دوربین اصلی هابل برای دیدن همه چیز به کار می‌رود.
- دوربین فروسرخ و طیف‌نگار: که می‌تواند چند هدف را هم‌زمان طیف‌نگاری کند آشکارساز گرمای هابل است. حساسیت آن به امواج فروسرخ باعث شده‌است که این دوربین برای دیدن اجرام مبهم آسمانی مانند گازها و غبار میان ستاره‌ای و همچنین دیدن دقیق ژرفترین بخش‌های جهان بسیار کارآمد باشد.
- طیف‌نگار عکاسی تلسکوپ فضایی: ابزار گردانی بود که تا حدودی مانند یک منشور، نوری که از اجرام آسمانی به تلسکوپ می‌رسد را به رنگ‌های پدید آورنده آن تجزیه می‌کند. در سال ۲۰۰۴ مشکلی برای آن پیش آمد و از ادامه فعالیت آن جلوگیری کرد. البته این ابزار قابل تعمیر است و می‌تواند در مأموریت‌های بعدی تعمیر شود.
- حسگرهای راهنمایی دقیق هابل: ابزارهای هدف‌گیری هستند که به سوی ستارگان راهنما قفل می‌شوند و موقعیت نسبی آنها را نسبت به سوژه در حال مشاهده می‌سنجند. کار تنظیمی که این ابزارها انجام می‌دهند باعث می‌شود هابل در حالت نشانه‌گیری درست بماند. همچنین این حسگرها برای انجام اندازه‌گیری‌های آسمانی به کار می‌روند.
- دوربین سوژه‌های کم نور: دستگاه مخابره عکس هابل بود. عکس‌هایی که از میدان‌های دید بسیار کوچک گرفته شده بودند را با همه جزئیات ضبط می‌کرد. این ابزار در سال ۲۰۰۲ جای خود را به دوربین پیشرفته نقشه‌برداری داد.

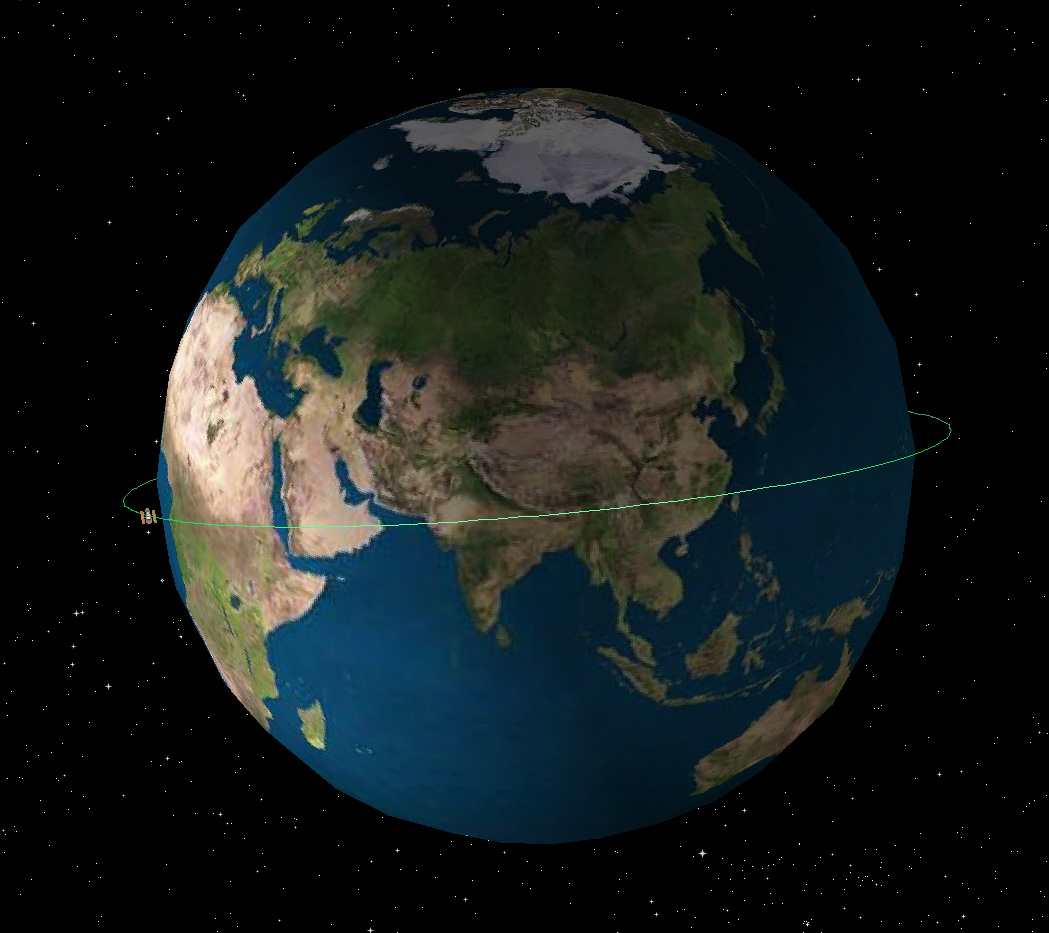
نمودار مدار تلسکوپ هابل

## کنترل زمینی هابل
همه کارهای تلسکوپ فضایی هابل توسط پایگاه‌های زمینی کنترل می‌شوند. نقطه مرکزی همه عملیات‌ها تیم عملیات پرواز است که در مرکز پروازهای فضایی گادرد واقع در مریلند است.

### اتاق کنترل هابل
وظایف بخش عملیات پرواز:
- کنترل وضعیت سامانه‌های مکانیکی، الکتریکی و مدیریت داده‌ها و بخش‌های کوچکتر
- جستجو برای هر چیز غیرعادی در رفتارهای هابل
- تعیین برنامه و مسیر کاری اجزای گوناگون
- استفاده سامانه راهنمایی ستاره‌ای
- مدیریت ارتباطات

کار بخش عملیات پرواز هابل به صورت شبانه‌روزی و هفت روز هفته است. مهندسان و تکنیسین‌های مخصوص آموزش دیده که تیم عملیات پرواز را تشکیل می‌دهند در شیفت‌های چرخشی با سه یا چهار نفر در هر نوبت کار می‌کنند. یک روز کاری به کنترل، نشانه‌رَوی تلسکوپ، نظارت بر رفتار آن پشت میز فرمان و جستجوی هر چیز غیرعادی در کارهای فنی می‌گذرد. کنترل‌کنندگان زمینی حتی از مدت مأموریت‌های سرویس همیشگی نیز مشغول‌تر می‌شوند. کمی پس از پرتاب شاتل، کنترل‌کننده‌ها مأموریت‌های علمی هابل را متوقف می‌سازند. برای آماده کردن تلسکوپ بزرگ برای گرفتن آن (با شاتل) و بودن در مکان مقرر، آنها دهانه هابل را می‌بندند و آنتن تقویت بلند آن را مخفی می‌کنند. پس از گرفتن هابل و نصب تجهیزات تازه روی آن توسط فضانوردان، کنترل‌کننده‌ها فوراً آنها را آزمایش می‌کنند. بعداً کنترل‌کننده‌ها وارسی و آزمایش‌های جزئی‌تری روی آن انجام می‌دهند. پس از هر مأموریت تعمیر، تیم عملیات پرواز، آنتن تقویتی و دریچه اصلی را باز می‌کنند. آنها سپس همه ابزارهای پیشین و نو را دوباره راه‌اندازی می‌کنند.

## دید هابل و کیفیت آیینه آن

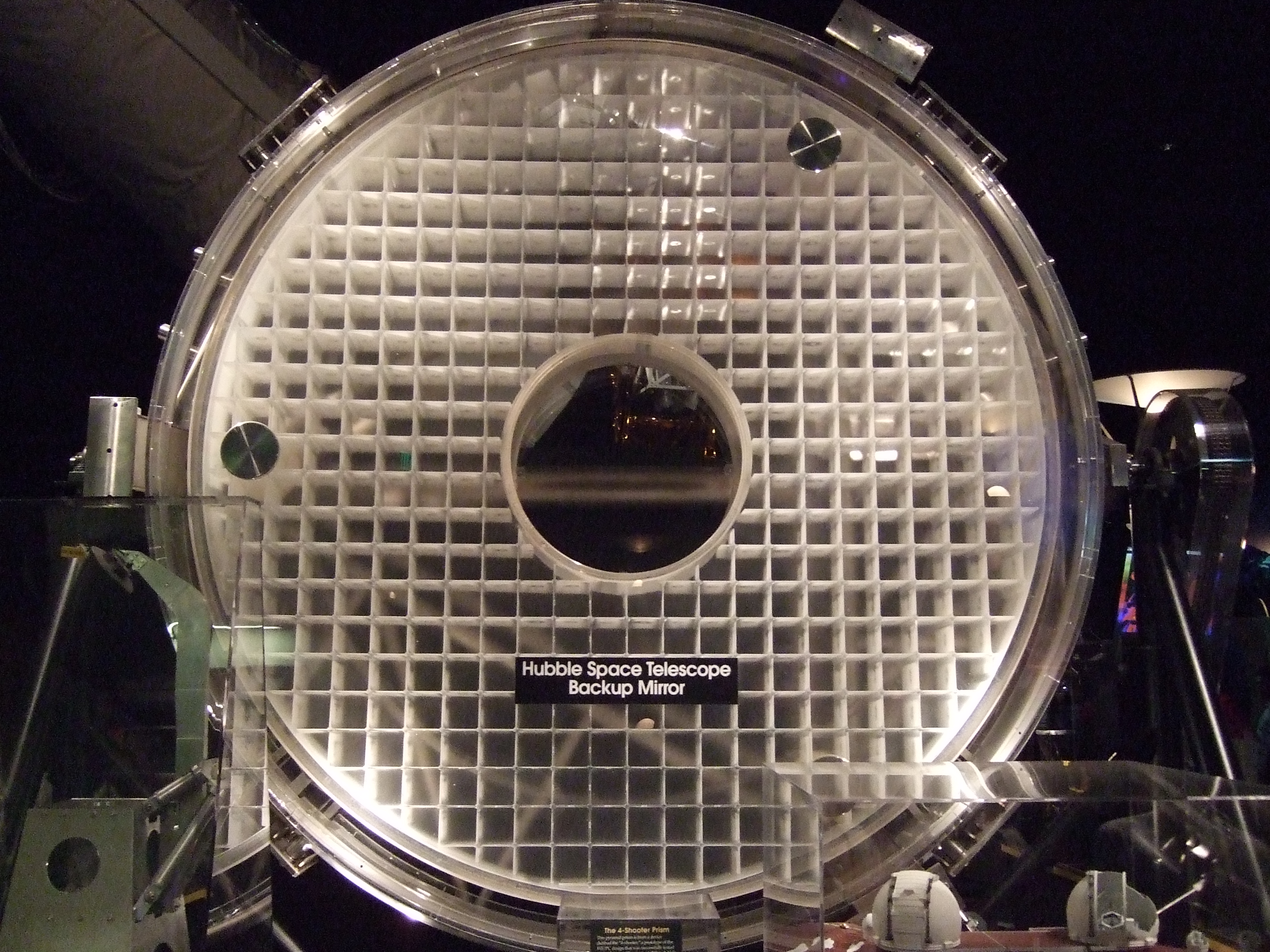
آینه پشتیبان، کداک، پشتیبانی از ساختار درونی آن دیده می‌شود به دلیل آن است که با یک سطح بازتابنده پوشش داده نشده‌است.

چشم‌های هابل در حقیقت سامانه‌هایی هستند که مجموعه نوری تلسکوپ نام دارند. این سامانه از دو آینه تشکیل می‌شود. سامانه نوری هابل یک طرح درست نوری به نام Ritchey-Chretien گاسگرین است که در آن شکل و طراحی مخصوص دو آینه عکس‌هایی از بزرگ‌ترین میدان دید ممکن را کانونی می‌کنند. آیینه‌های هابل بسیار صاف هستند و سطحی به دقت شکل داده شده برای بازتاب نور دارند. آنها با تراش شیشه با ساینده‌ها به وجود آمده‌اند به‌طوری‌که سطحشان بیشتر از یک هشتصد هزارم در یک اینچ از شکل منحنی انحراف ندارد. اگر آینه اصلی هابل قطری هم اندازه با قطر زمین داشت، ارتفاع بزرگ‌ترین برآمدگی آن تنها شش اینچ می‌شد.

## فعالیت‌های ترویجی
ای‌اس‌ای پادکستی ویدئویی به نام هابل‌کست منتشر می‌کند که هدف‌اش آموزش مسائل علمی برای عموم است.

## اکتشافات و دستاوردها

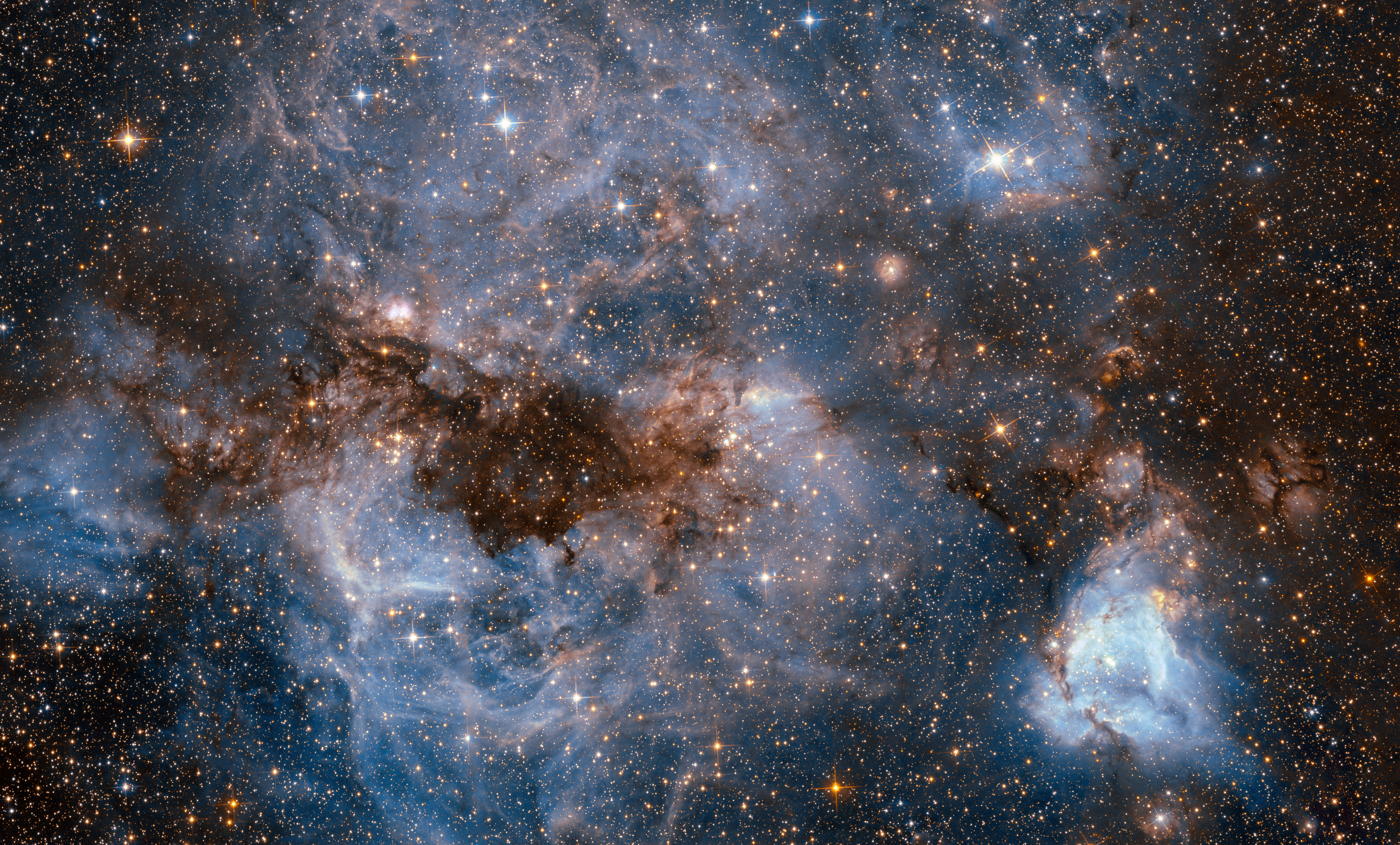
نگاره‌ای از منطقه اچ ۲ در کهکشان ابر ماژلانی بزرگ که توسط تلسکوپ فضایی هابل ثبت‌شده‌است.

- هابل به حل بسیاری از مشکلات ستاره‌شناسی که دانشمندان پیش از در مدار قرار گرفتن آن با آنها دست و پنجه نرم می‌کردند کمک کرد.
- این تلسکوپ توانست فاصله میان ستارگان را دقیق‌تر اندازه‌گیری کرده و سرعت گسترش جهان را تنها با ۱۰ درصد خطا تخمین بزند.
- همچنین هابل توانست سن جهان و راهی که در پیش رو دارد را اندازه‌گیری کند که این نتایج ناقض بسیاری از نظریات قبلی بود.
- تصاویر با دقت بالای این تلسکوپ امکان دیدن چگونگی شکل‌گیری سیاه‌چاله‌ها را در کهکشان‌های نزدیک به ما را فراهم کرد و نیز توانست کهکشان‌هایی را که میلیاردها سال نوری از ما فاصله دارند را آشکارسازی کرده و درهای تازه‌ای از علم را برای دانشمندان بگشاید.[۱]
- هابل هر روز بین ۱۰ تا ۱۵ گیگابایت تصویر برای ستاره‌شناسان می‌فرستد. حجم این داده‌ها تاکنون بیش از ۱۰ ترابایت بوده است.
- هابل بیش از ۴۰۰٬۰۰۰ رصد جداگانه از اجرام آسمانی انجام داده‌است.
- هزاران مقاله ستاره‌شناسی بر اساس اطلاعات هابل نوشته شده‌است.
- هابل نخستین تلسکوپ نوری بود که توانست از یک سیاه چاله تصویربرداری کند. این سیاه‌چاله جرمی برابر چندین میلیارد برابر خورشید دارد.
- هابل برای نخستین بار تصاویری واضح از تولد و مرگ ستارگان ارائه داد.
- در سال ۱۹۹۴ هابل از برخورد دنباله‌دار شومیکر-لوی ۹ با مشتری تصویربرداری کرد.
- دورترین و قدیمی‌ترین اجرام آسمانی نسبت به زمین که تاکنون نور آنها به زمین رسیده‌است نیز توسط هابل ثبت شده‌اند.[۱۵]
- ثبت تصویری با فاصله ۱۳ میلیارد سال نوری از زمین[۱۶]
- در ۹ ژانویه ۲۰۱۳ دورترین ابرنواختر شناخته شده، توسط تلسکوپ هابل کشف شدند. فاصله این ابرنواختر حدود ۱۰ میلیارد سال نوری است.[۱۷][۱۸][۱۹]
- کشف دو قمر پلوتون (از جمله استوکس)[۲۰]
- تعیین نرخ دقیق انبساط جهان[۲۰]
- کشف اریس[۲۱]

## تلسکوپ جیمزوب

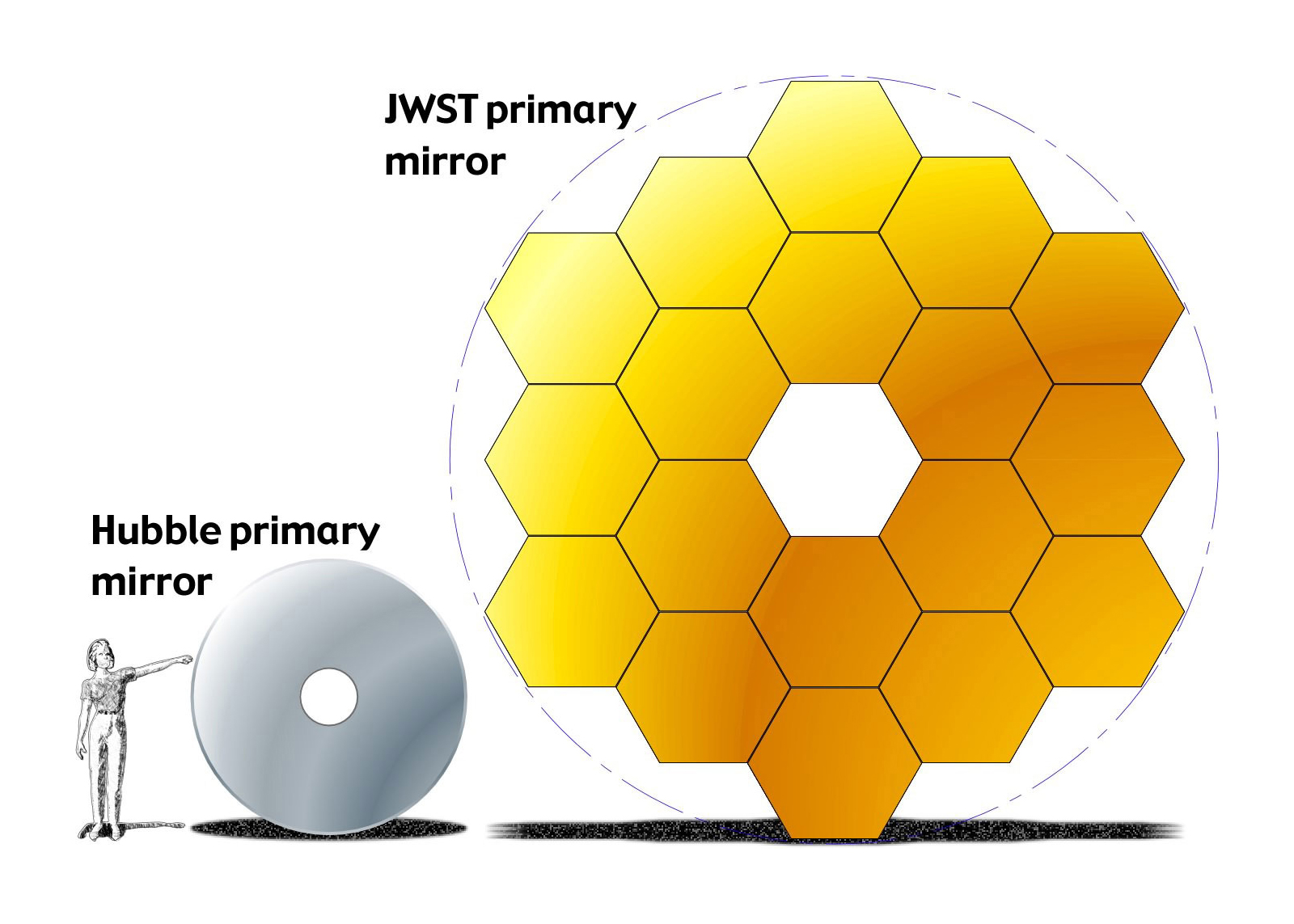
مقایسه آینه تلسکوپ فضایی هابل و تلسکوپ فضایی جیمز وب

پروژهٔ تلسکوپ فضایی جیمز وب به اختصار JWST که با اندازه‌ای بزرگ‌تر و قدرتی بالاتر و البته هدف‌هایی متفاوت است. اندازه این تلسکوپ بزرگتر از هابل است و دارای آینه‌ای بزرگ خواهد بود که بر قدرت رصدگری آن می‌افزاید و به علاوه نسبت به هابل دورتر از زمین مستقر شده‌است. بودجه ۸٫۸ میلیارد دلاری تلسکوپ JWST آن را به یکی از بزرگترین و پر هزینه‌ترین پروژه‌های تاریخ ناسا مبدل ساخته‌است. چهار ابزار علمی بسیار پیشرفته برای تلسکوپ فضایی جیمز وب در نظر گرفته شده‌است؛ ابزار فروسرخ متوسط برای تهیه تصاویر شبیه هابل از کهکشان‌ها، دنباله دارها و اجرام آسمانی سنگین توسط کنسرسیوم اروپا آماده شده و در سال ۲۰۱۲ به ناسا تحویل داده شد. دوربین فیلتردار مجهز به حسگرهای دقیق FGS-TFI برای تصاویر با وضوح تصویری بالا از سایر اجرام آسمانی نیز توسط آژانس فضایی کانادا ساخته و سال گذشته در اختیار ناسا قرار گرفته‌است. ابزار دوربین فروسرخ نزدیک و طیف‌نگار فروسرخ نزدیک نیز آماده شد. پس از این مرحله، عملکرد هر چهار ابزار علمی بر روی تلسکوپ فضایی جیمز وب با ابعاد یک زمین تنیس و شعاع آینه ۵٫۶ متری مورد آزمایش قرار گرفت و آزمایش‌های نهایی با موفقیت انجام شد. آلبرتو کونتی دانشمند دیگر پروژه جیمز وب می‌گوید این مأموریت فراتر از جستجوی صرف برای کشف زندگی است. در این مأموریت برای کشف شواهدی از نخستین ستاره جهان و اطلاعاتی دربارهٔ شکل‌گیری کهکشان‌ها و زندگی نیز تلاش خواهد شد. به گفته وی این تلسکوپ یکی از اصلی‌ترین موانع برای بررسی فرایند شکل‌گیری سیاره‌ها، یعنی غبارهای فروسرخ را از سر راه اخترشناسان برخواهد داشت.
تلسکوپ فضایی جیمز وب چهار هدف کلیدی دارد:
جستجوی نور از نخستین ستارگان و کهکشان‌هایی که پس از مه‌بانگ در کیهان شکل گرفتند
بررسی شکل‌گیری و تکامل کهکشان‌ها
درک شکل‌گیری ستارگان و منظومه‌های سیاره‌ای
مطالعهٔ سیستم‌های سیاره‌ای و خاستگاه پیدایش زندگی